# قراجه (هریس)
قراجه (قاراجا یا قره جه )یکی از روستاهای استان آذربایجان شرقی است که در دهستان بدوستان غربی بخش خواجه شهرستان هریس واقع شده‌است.
اهالی این روستا و روستاهای دیگر به نام های جیقه وجیغناب از عشایر شاهسون و از طایفه حاج علیلو و از  تیره قره خانلو هستند 
فرش قراجه متعلق به این روستا می باشد